# Вулиця Романа Шухевича (Хмельницький)
Ву́лиця Рома́на Шухе́вича — головна вулиця мікрорайону Гречани міста Хмельницький. Бере початок від вулиці Проскурівського підпілля (мікрорайон Ближні Гречани) і пролягає до західної околиці міста (мікрорайон Дальні Гречани).

## Історія
Сформувалася в середині 1960-х років після розбудови ряду підприємств (заводу термопластавтоматів, комбінату будматеріалів та ін.), назву отримала на честь радянського фізика Ігоря Курчатова.
У жовтні 2021 року була перейменована на честь українського військового діяча Романа Шухевича.

## Підприємства
- Романа Шухевича, 6/5

ТМ «Насолода»
- Романа Шухевича, 8

ВАТ «Термопластавтомат». Створено в 1968 році. Це єдине в Україні спеціалізоване підприємство з виробництва термопластавтоматів. В 1971 році на підприємстві введено в експлуатацію першу чергу виробництва потужністю 1500 термопластавтоматів. У 1989 році введено другу чергу виробництва потужністю 1000 термопластавтоматів. В 1989 році повністю було завершено будівництво заводу. У липні 1995 року відповідно до указу Президента України № 699/94 від 26 листопада 1994 року на базі заводу «Термопластавтомат» створено відкрите акціонерне товариство «Термопластавтомат».
- Романа Шухевича, 14/3

Магазин Хмельницького ПВТП «Алмаз»
- Романа Шухевича, 16а

Хмельницький комбінат будівельних матеріалів. Заснований у 1964 році.

## Заклади освіти та культури
- Романа Шухевича, 1Б

Центр національного виховання учнівської молоді. Створений рішенням виконкому Хмельницької міської ради № 32 від 20 травня 1998 року з метою створення умов для розвитку культури в мікрорайоні Гречани та керуючись статтею 39 Закону України «Про місцеве самоврядування в Україні» рішенням виконкому Хмельницької міської ради від 13 квітня 2000 року Центр національного виховання учнівської молоді підпорядковано міському відділу культури.
- Романа Шухевича, 4/3

Навчально-виховний комплекс № 7. Школа відкрита у 1986 році, III ступінь — ліцей — у 1999 році.
- Романа Шухевича, 9

Хмельницька дитяча школа мистецтв «Райдуга». Створена рішенням десятої сесії Хмельницької міської ради № 14 від 12 лютого 2003 року. Колектив школи активно займається громадсько-корисною та культурно-мистецькою діяльністю, співпрацюючи з навчальними закладами, бібліотеками та підприємствами міста.
- Романа Шухевича, 15/1

Бібліотека-філія № 3.
Бібліотека є однією з найстаріших в місті. Відкрилась 1 липня 1948 року. Була розташована в приміщені за адресою пров. Шкільний 8, (сьогодні обласний еколого-натуралістичний центр учнівської молоді). У 1960-х роках переведена в приміщення на вулиці Вокзальна, 59. На початку 1980-х років бібліотеку перевели в приміщення на вулицю Вокзальну, 56. У 1994—1995 роках бібліотеку чотири рази переводили в різні непристосовані приміщення.
Від 1996 року заклад перебуває за адресою вул. Романа Шухевича, 15/1. В мікрорайоні Гречани це єдина масова бібліотека, яка обслуговує понад 2200 читачів — дорослих та дітей. Книжковий фонд бібліотеки складає близько 40 тисяч примірників. Робота бібліотеки тісно переплітається із культурно-мистецькою діяльністю центру національного виховання учнівської молоді, дитячої школи мистецтв «Райдуга», навчально-виховного комплексу № 7 тощо.
- Романа Шухевича, 90

Спортивно-культурний центр «Плоскирів». Головний осередок культури та дозвілля мікрорайону Дальні Гречани. Створений на базі широкоформатного кінотеатру «Восток», введеного в експлуатацію в 1962 році. Навпроти центру розташований стадіон «Локомотив».

## Галерея

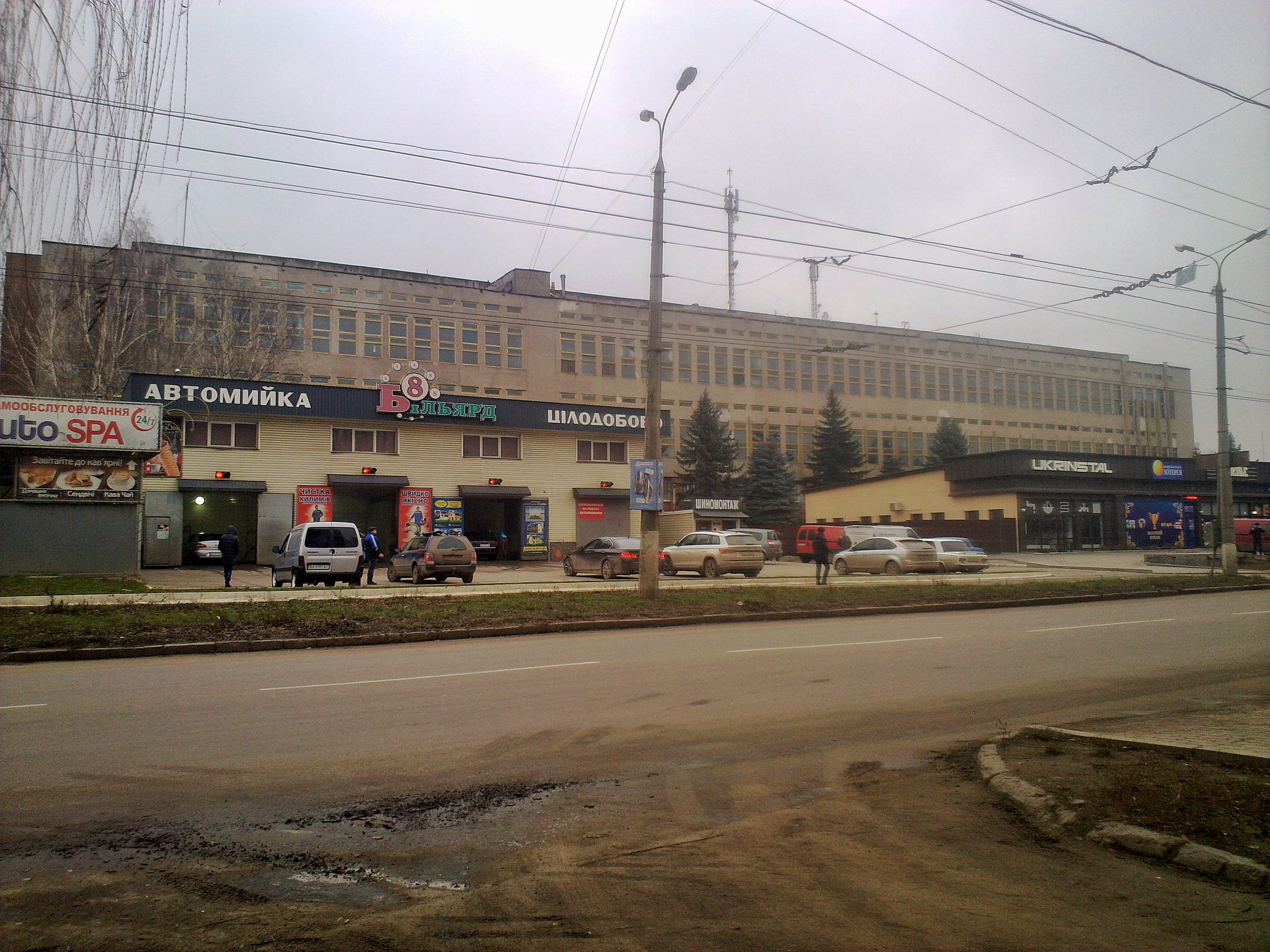
Завод Нева
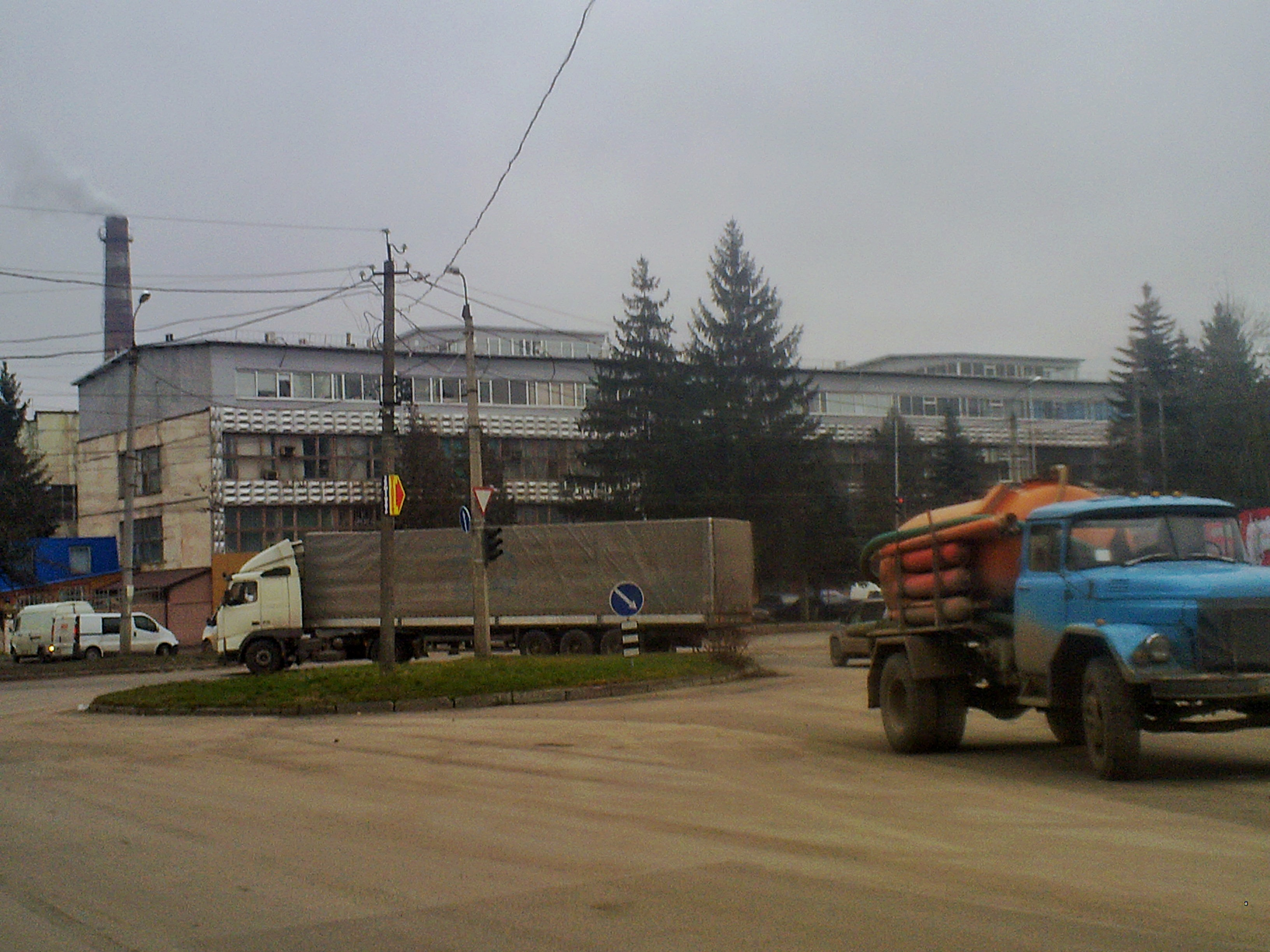
ВАТ Термопластавтомат
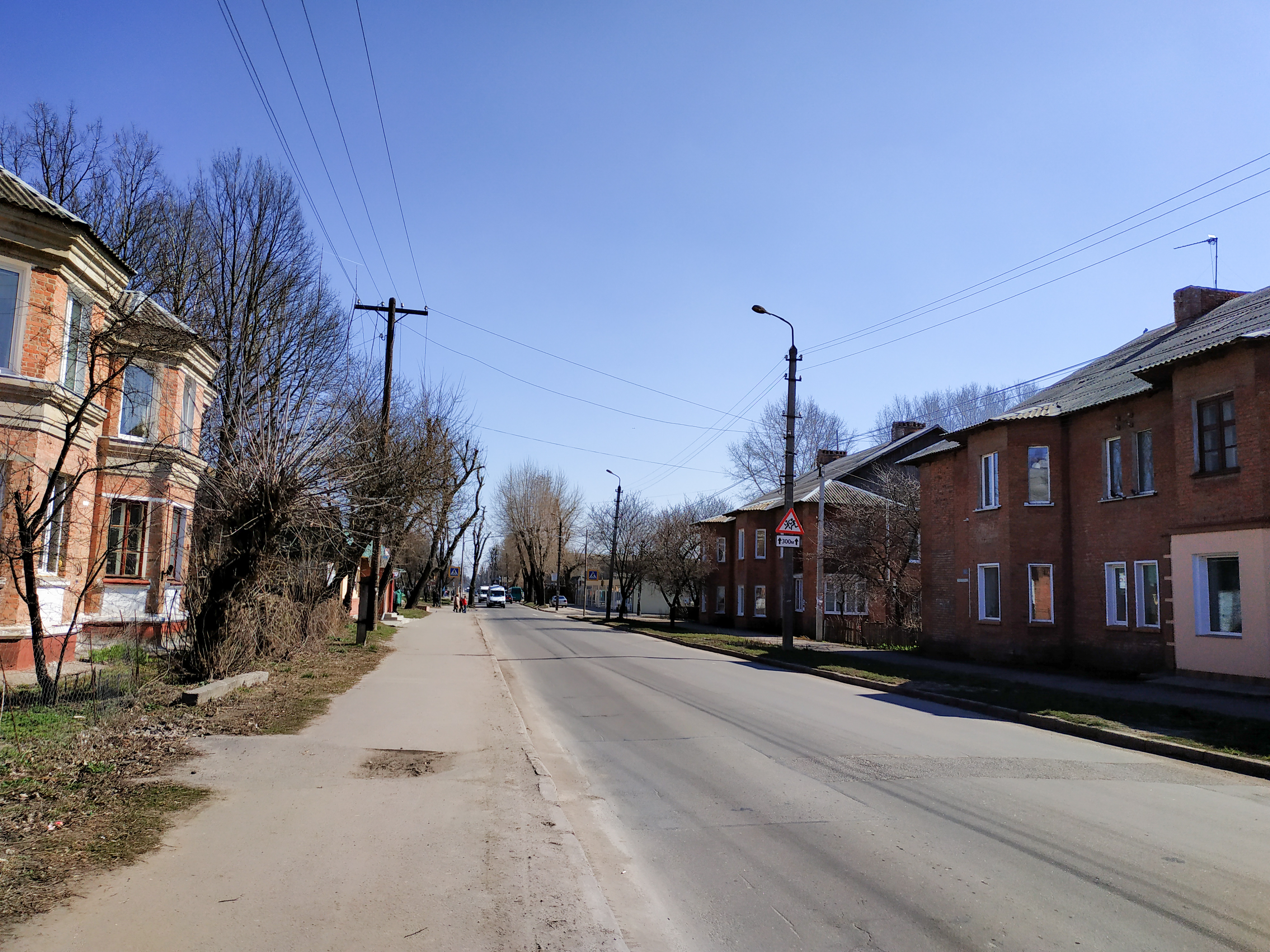
Будинки на вулиці Р. Шухевича
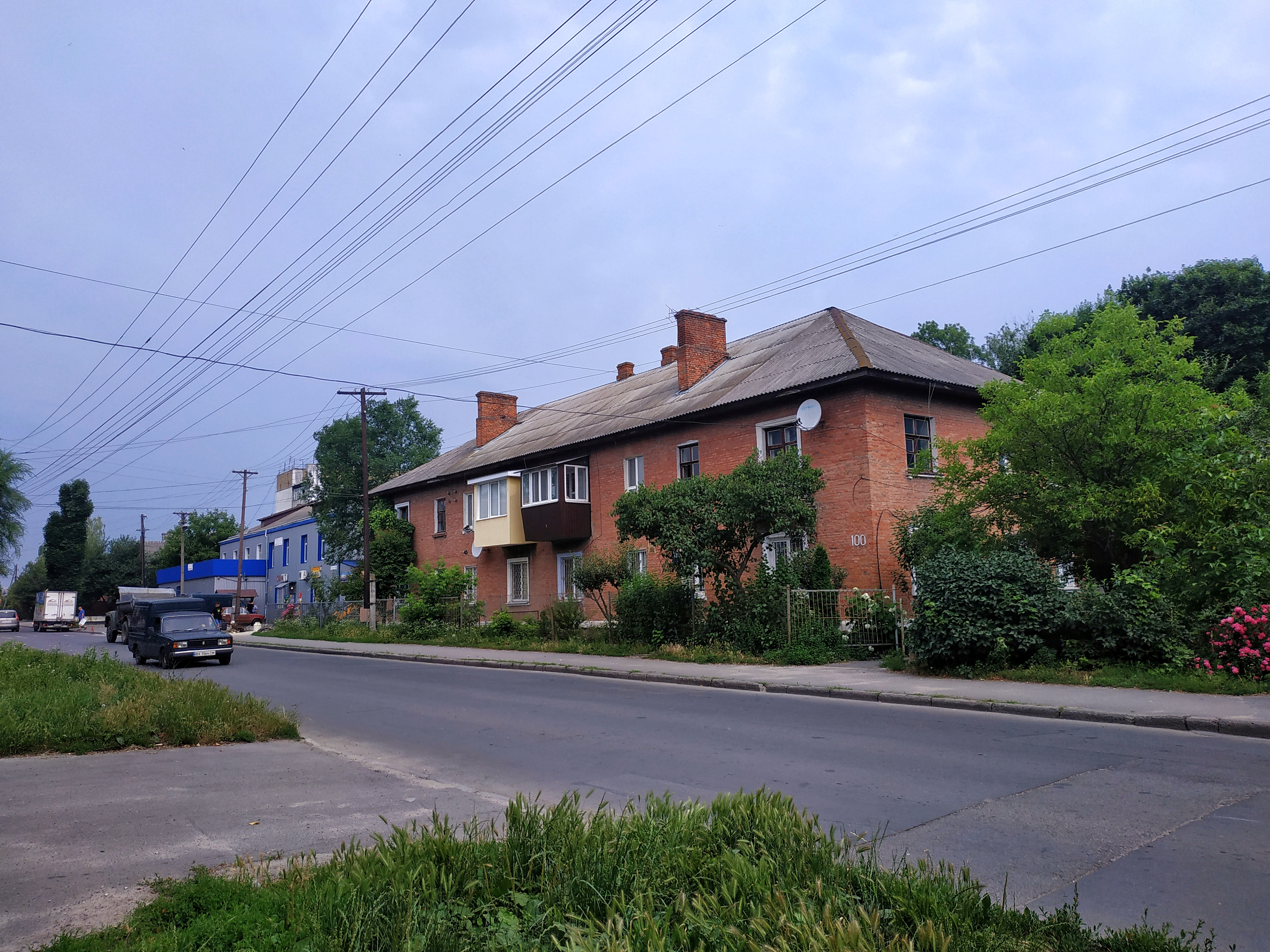
Вулиця Р. Шухевича
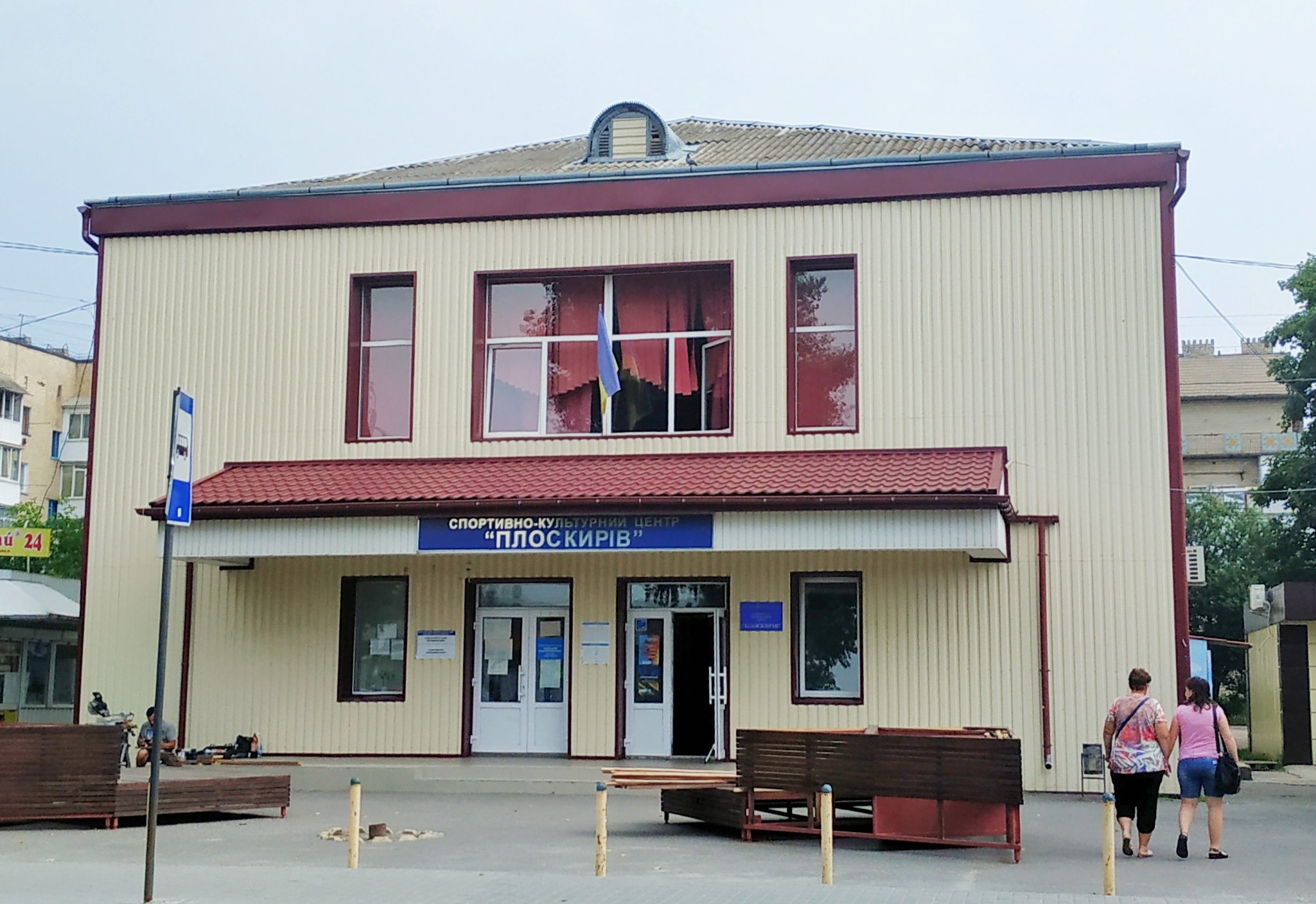
Спортивно-культурний центр «Плоскирів» (раніше — кінотеатр «Восток»)
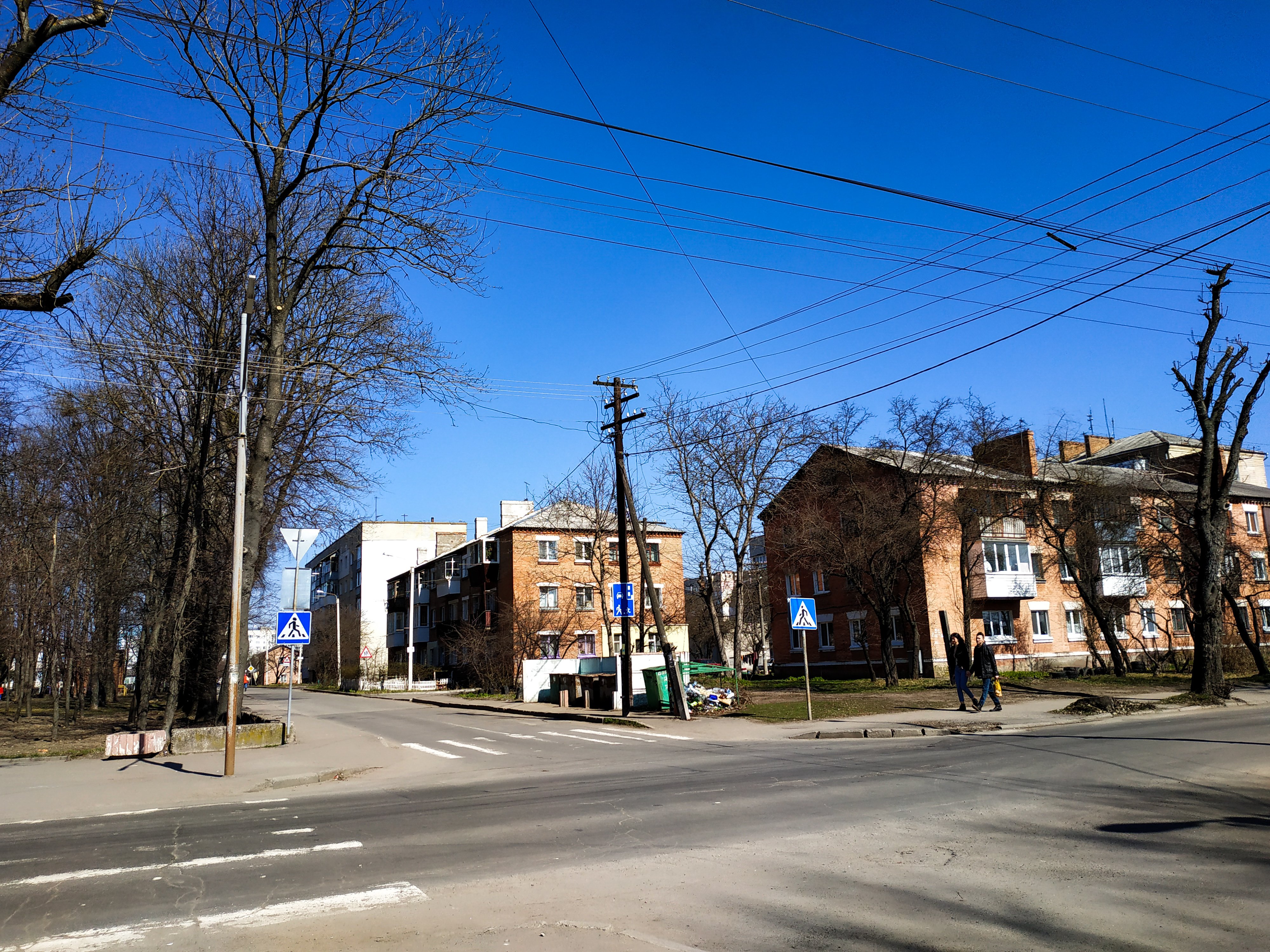
Перехрестя вул. Романа Шухевича та пров. Городнього
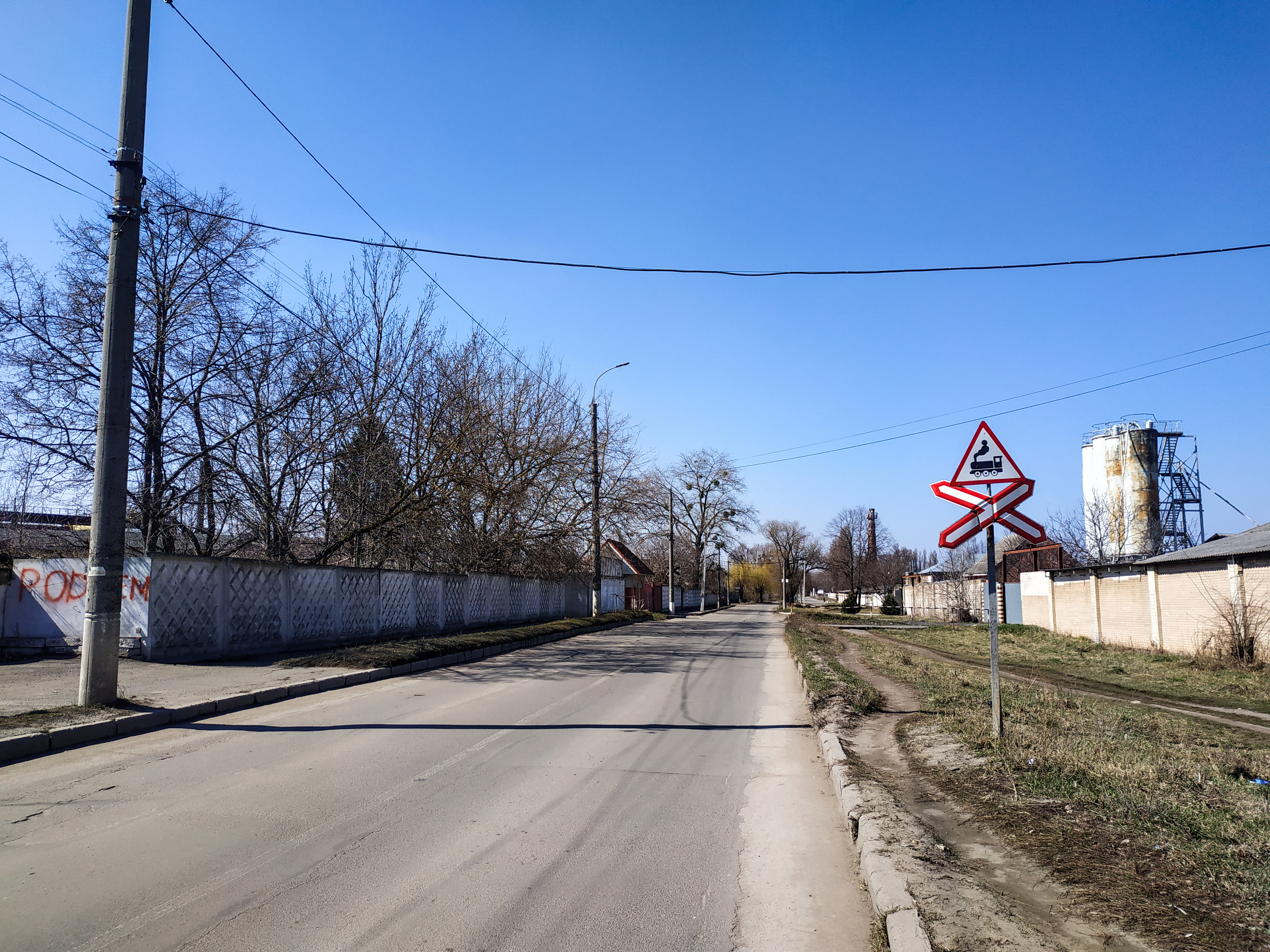
Вулиця Р. Шухевича у мікрорайоні Дальні Гречани